# Bondsdagverkiezingen 1976

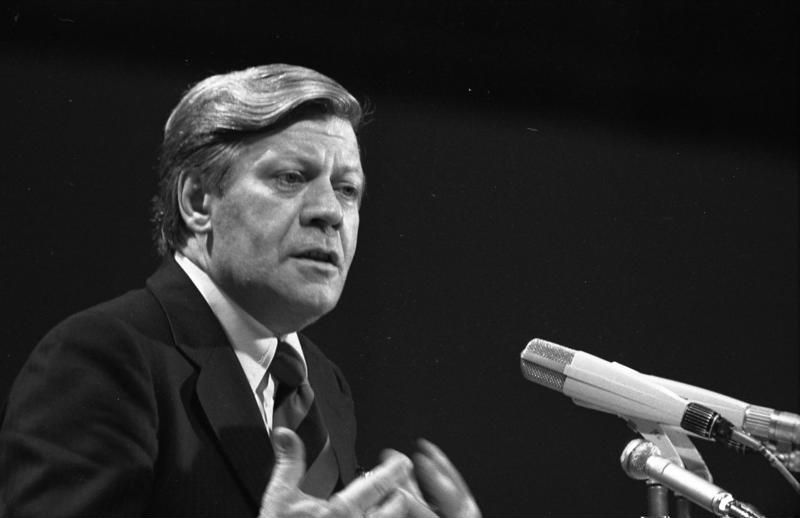
Bondskanselier Helmut Schmidt in juni 1976 op een partijcongres

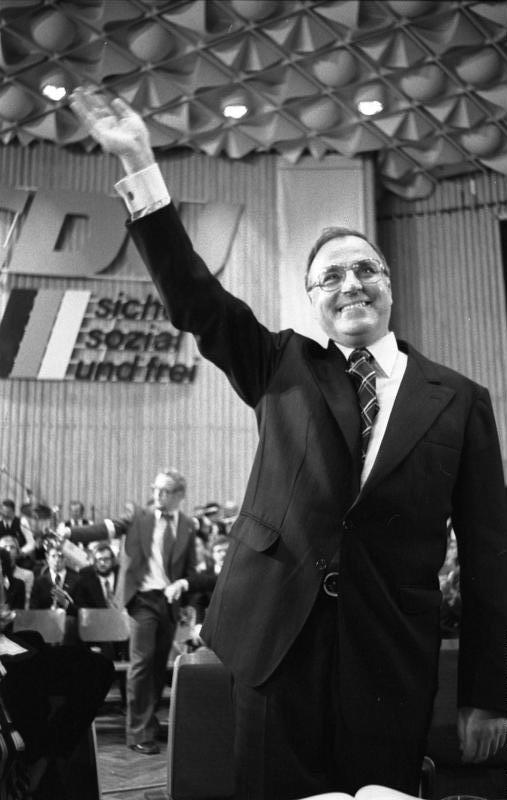
CDU-voorzitter Helmut Kohl op 1 oktober 1976

De Bondsdagverkiezingen van 1976 vonden op 3 oktober 1976 plaats. Het waren de achtste federale verkiezingen in de Bondsrepubliek Duitsland en de eerste na het terugtreden van Willy Brandt (SPD) als bondskanselier ten gunste van partijgenoot Helmut Schmidt (1974).
Kanselierskandidaat van de christendemocraten was Helmut Kohl, CDU-voorzitter sinds 1973 en minister-president van Rijnland-Palts. De belangrijkste slogan van de partij was Freiheit statt Sozialismus: vrijheid (Bondsrepubliek) in plaats van socialisme (DDR). Hierin kon men echter ook een verwijzing naar de partij van Schmidt zien, die het in haar programma over demokratischer Sozialismus had.
Kohl en de conservatieve CSU-voorzitter Franz Josef Strauss richtten hun aanvallen vooral op de SPD en minder op de andere coalitiepartij, de liberale FDP. Maar terwijl het de strategie van Kohl was om de FDP terug naar een burgerlijke coalitie te krijgen, doelde Strauss op een absolute meerderheid van de CDU/CSU, die volgens hem door een consequent rechtse campagne tot stand moest komen.
De CDU/CSU won haar positie als grootste fractie in de Bondsdag terug - Kohl haalde een van de beste resultaten van zijn partij ooit. Maar de absolute meerderheid werd niet gehaald en de SPD-FDP-coalitie kon doorgaan. Kohl werd fractievoorzitter in Bonn, de hoofdstad van de Bondsrepubliek.
Na de verkiezingen besloot de CSU op 19 november om geen gezamenlijke Bondsdagfractie met de CDU meer te hebben (Kreuther Trennungsbeschluss). Strauss had de plan om de CSU ook in andere deelstaten te laten optreden dan in Beieren, zodat de CDU zich op de kiezers in het centrum en de CSU op de rechtse kiezers kon concentreren. Toen de CDU ermee dreigde om dan ook in Beieren een eigen organisatie op te bouwen, deinsde de CSU terug. In december werd ook het besluit over een eigen Bondsdagfractie van de CSU teruggedraaid.

## Uitslag
- N.B.: Indirect gekozen door de Berlijnse gemeenteraad waren: 11 CDU'ers[1], 10 SPD'ers en 1 FDP'er.

| Partij                                                                                     | %     | zetels   | verschil |
| ------------------------------------------------------------------------------------------ | ----- | -------- | -------- |
| Sociaaldemocratische Partij van Duitsland (Sozialdemokratische Partei Deutschlands)        | 42,6% | 214 (10) | -16      |
| Vrije Democratische Partij (Freie Demokratische Partei)                                    | 7,9%  | 39 (1)   | -2       |
| Christelijk Democratische Unie van Duitsland (Christlich Demokratische Union Deutschlands) | 38,0% | 190 (11) | +13      |
| Christelijk-Sociale Unie (Christlich-Soziale Union)                                        | 10,6% | 53       | +5       |
| Overigen                                                                                   | 0,9%  | 0        | -        |
| Totaal                                                                                     | 100%  | 496      | 0        |

|  |

|  |

|  |

|  |

|  |

|  |

|  |

|  |

|  |

|  |

|  |

|  |

|  |

|  |

|  |

## Verwijzingen
1. ↑  Voor het eerst koos de Berlijnse gemeenteraad meer CDU-afgevaardigden dan SPD-afgevaardigden

1949 · 1953 · 1957 · 1961 · 1965 · 1969 · 1972 · 1976 · 1980 · 1983 · 1987 · 1990 · 1994 · 1998 · 2002 · 2005 · 2009 · 2013 · 2017 · 2021 · 2025